# Kęczewski

Herb Kęczewski

Herb Wyszyński

Kęczewski (Nieksiński, Wiadrowski) – polski herb szlachecki znany z czterech wizerunków pieczętnych.
Ród wywodzi się ze wsi Kęczewo.

## Opis herbu
Opis z wykorzystaniem klasycznych zasad blazonowania:
W polu dwa haki zakończone krzyżykami, połączone drogą wygiętą półkoliście w dół.
Tak miał wyglądać herb Kęczewski, Nieksiński i Wiadrowski. Józef Szymański razem z nimi klasyfikuje jeszcze herb Wyszyński, który różnił się od nich nieznacznie - droga nie była wygięta, za to przekrzyżowana. Tadeusz Gajl klasyfikuje ten herb oddzielnie.

## Najwcześniejsze wzmianki
Pieczęć J. Kęczewskiego z 1552, A. Nieksińskiego z 1552, B. Wiadrowskiego z 1552.

## Herbowni
Identyczny herb przysługiwał przynajmniej czterem rodzinom herbownych:
Kęczewski (Kenczewski), Nieksiński, Wiadrowski. 
Józef Szymański dodaje jeszcze nazwisko Wyszyński, które Gajl przypisał do oddzielnego herbu.